# Waldenbuch
Waldenbuch est une ville située dans l'arrondissement de Böblingen (Landkreis Böblingen), dans le Land de Bade-Wurtemberg, en Allemagne.

## Géographie
La ville se situe entre 340 et 460 m d'altitude et se trouve sur le fleuve de l'Aich. Elle se trouve à 15 km au sud de Stuttgart.
Waldenbuch est composée de 5 quartiers (Stadtteile) : Stadtkern, Kalkofen, Hasenhof, Liebenau et Glashütte.

## Curiosités
La ville de Waldenbuch est connue dans toute l'Allemagne pour être la commune où siège la chocolaterie Ritter Sport. On y trouve depuis 2005 le Musée Ritter et un Musée de la Culture de Tous les Jours au château Waldenbuch.

## Jumelages

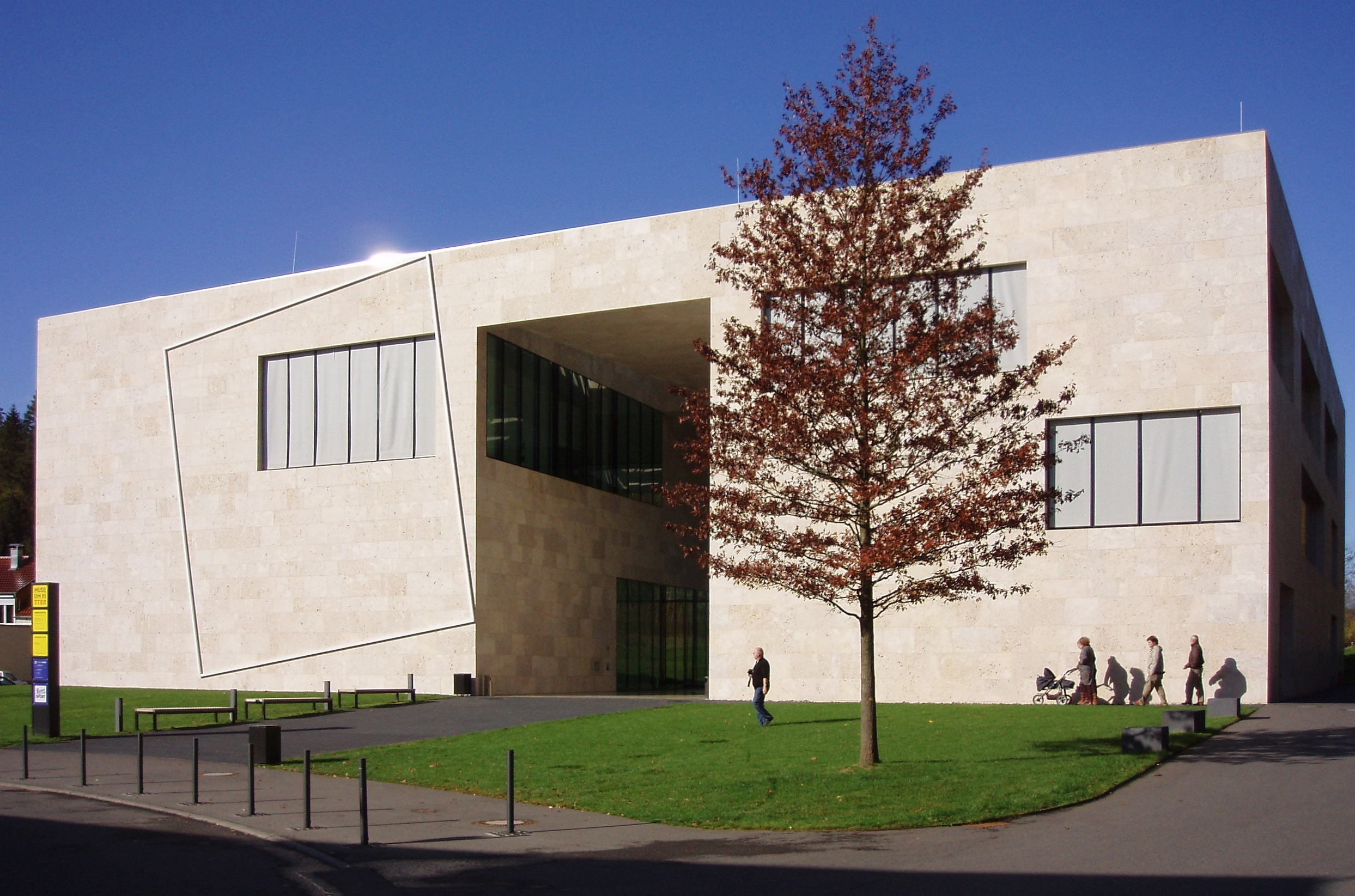
Musée Ritter.

- Provins (Seine-et-Marne)
- Mylau